# Leshibitse
Leshibitse est une ville du Botswana.